# TOI-270 c
TOI-270 c är en exoplanet på ett avstånd av 73,4 ljusår (22,543 parsek) ifrån jorden, vilken kretsar runt den röda dvärgen TOI-270. Planeten upptäcktes med hjälp av Nasas rymdteleskop TESS.